# Leteči mački
Leteči mački je mladinski roman. Napisal ga je Dim Zupan. Izšel je leta 1997 pri založbi Mladinska knjiga, zanj je bil nagrajen z Levstikovo nagrado. Osrednja tema je vrednota pripadnosti skupini, s katero si deli uspehe in neuspehe mladostniških vragolij.

## Vsebina
Zgodba, v kateri nastopajo člani klape »leteči mački«,  se odvija v poznih  v 80. letih 20. stoletja v Ljubljani in njeni okolici. Opisuje druščino, ki si je nadela ime »leteči mački«, kar naj bi pomenilo, da jim nič ne more priti do živega, da so neuničljivi. Člani druščine se po marsičem med seboj razlikujejo, druži pa jih pripadnost klapi, ki jim pomeni neke vrste dom in varnost. Velike količine alkohola ublažijo dnevne tegobe.  Fantje so večinoma študentje, ki pa so se od študija oddaljili in brez pravega cilja, dela in odgovornosti živijo iz dneva v dan. Nejc in Borut načrtujeta potovanje z ladjo okrog sveta. Jekyll je ljubitelj motorjev, zanaša se na svoje pesti, za druščino pa je pomembna tudi njegova garsonjera. Matej je ljubljenec deklet, Jaro in Vane ne uspeta najti časa za študij in letnik splava po vodi, Vinku je študij nekoliko važnejši in ni povsem predan klapi. Izrabijo vsako priložnost za zabavo, ki se jim ponudi. Ne moti jih, če je pot do trenutno izbranega cilja polna zvijač. Nekateri člani pogosto zaidejo čez rob družbeno dovoljenega in imajo težave s policijo. Včasih so neverjetno naivni, Nejc ugotovi, da se prav vse mora naučiti iz svojih napak. Pogosto jo po pustolovščinah pošteno skupijo kot npr. noč v Benetkah potem, ko so zakockali ves svoj denar. Dekleta predstavljajo postavljaško zbiranje trofej in izjemoma prerastejo v resnejše ljubezensko razmerje. Nejc in Borut v svojih slikovitih debatah iščeta smisel življenja in pokažeta jasen občutek za dobro in pravo smer. Življenje pa teče naprej in fantje se drug za drugim trgajo iz druščine in odhajajo vsak svojo pot.

## Zbirka
Roman je izšel v zbirki Leteči Mački pri založbi Mladinska knjiga.

## Ocene in nagrade
Za to delo je dobil Levstikovo nagrado, ki jo je podelila založba Mladinska knjiga.

## Izdaje
- Leteči mački, Mladinska knjiga, 1996 (COBISS)
- Leteči mački, DZS, 2005 (COBISS)

## Priredbe
- Odlomek »Snemanje« iz romana